# Foucaucourt-sur-Thabas
Foucaucourt-sur-Thabas är en kommun i departementet Meuse i regionen Grand Est (tidigare regionen Lorraine) i nordöstra Frankrike. Kommunen ligger i kantonen Seuil-d'Argonne som tillhör arrondissementet Bar-le-Duc. År 2022 hade Foucaucourt-sur-Thabas 61 invånare.

## Befolkningsutveckling
Antalet invånare i kommunen Foucaucourt-sur-Thabas
| Referens: INSEE |